# Lohnt sich das?
Lohnt sich das? ist eine Kurzfilmreihe im BR Fernsehen, die typische Tätigkeit und das Einkommen von berufstätigen Menschen in Deutschland thematisiert. Die Dokumentation behandelt in kurzen Filmen die verschiedensten Berufe wie etwa Unternehmer, Lehrer, Beamte, Feuerwehrleute, Berufe im Wald, Handwerker, Kundenberater, Fahrlehrer, Polizist und Notfallsanitäter. Sie zeigt auch das in den Beispielen erzielte Einkommen.
Die erste Folge von Lohnt sich das? wurde am 5. März 2020 auf dem eigenen YouTube-Kanal veröffentlicht. Der YouTube-Kanal hatte bis Ende April 2023 mehr als 83 Millionen Gesamtaufrufe und knapp 250.000 Abonnenten. Die Sendung ist auch in der BR-Mediathek und in der ARD-Mediathek zu finden. Die einzelnen Folgen dauern 5 bis 15 Minuten.
Neben den Videos zur Vorstellung von Berufen gibt es auf dem Kanal ergänzend auch Videos zu verschiedenen finanziellen Themen wie dem Beamtengehalt, Dienstwagen oder wie eine GmbH funktioniert.
Im Rahmen einer Formatentwicklung hatte Christian Orth die Idee für das YouTube-Format Lohnt sich das?. Das Team dieser Sendung bilden Anna Ellmann, Benedikt Angermeier, Julia Schweinberger, Eva Limmer, Anna Siefert und Katrin Nachbar. Das Format wurde 2020 mit dem Bremer Fernsehpreis ausgezeichnet.